# شمعون مغ
شمعونِ مغ، نخستین گنوسی، یا عارفِ مسیحی، اهلِ شومرون و معاصر حواریونِ مسیح بود که خود را صاحبِ «روحِ خداوند» یا «قدرتِ عظیمِ خداوندگار» می‌دانست. او زنی را به نامِ هلنا در روسپی‌خانه‌ی شهر صور یافته بود و همیشه همراهِ خود می‌برد و می‌گفت که این زن روحِ هبوط‌کرده از آسمان است و در این جهانِ پستِ مادی اسیر است. وی همه‌جا عنوان می‌کرد که هلنا را نجات بخشیده است.

## باورهای شمعونیان
شمعونیان باور داشتند که خداوند نیرونی واحدی ست که به دو جهانِ زیرین، و زبریون بخش گردیده است. او زایندهٔ خویش است و خود را رشد می‌دهد. او خود را می‌جوید و می‌یابد، مادر و پدرِ خویش است... ، او یکی و ریشهٔ همه است. این وجودِ یکتا، بوده، هست و خواهد بود. او بر فراز، در قدرتِ زاده‌نشدهٔ خویش است؛ در پایین در جوی‌بارها (یعنی جهانِ مادی) در صُوَر ظهور دارد؛ و در فراز با قدرتِ بی‌کرانِ ملکوتی به سر می‌برد تا صورتِ وی به کمالِ مطلق برسد.
به گمانِ آنان خداوند بعدها هم‌چون هلنا هبوط می‌کند و در این جهانِ پست مادی اسیر می‌شود. البته این بدان معنا نیست که خداوندِ ازلی هبوط می‌کند، بلکه عنصر ازلی، وجودِ مادینه‌ای از خود برون می‌زاید به نام اپی‌نوئیا (=تفکر) و هموست که به عنوانِ پاره‌ای از وجود ازلیِ خداوند بر این جهان هبوط می‌کند. او همان مادرِ آسمانی ست که فرشتگانی زاد. اما این فرشتگان از وجودِ پدرِ آسمانیِ خود بی‌خبر بودند. پس مادر آسمانیِ خود را به زمین فروکشیدند و محبوس کردند. لیکن شمعون او را کشف کرد و نجات داد.

### رسالتِ انسان به باور شمعونیان
شمعونیان معتقد بودند که با شناخت این روح یا وجودِ ازلیِ هبوط‌کرده، نجات خواهند یافت؛ بنابراین رسالتِ آنان در این جهان، آزادکردنِ روح ازلی است. هر که روحِ علوی خود را از تن رها کند، به گنوسیس (معرفت) دست خواهد یافت و گنوستیک (عارف، شناسا) خواهد شد. به زعم آنان هر عارف می‌تواند به شکلِ روح‌القدس در این جهان پدیدار شود و دربارهٔ اصلِ آسمانیِ خود سخن گوید؛ و آدمیان را به سرچشمهٔ ایزدیِ خود ره‌نمون گرداند. در نتیجه معرفت‌یافتن به تبارِ آسمانیِ روح، شرطِ رستگاری است، نه پرهیزگاری و تقوا.